# John Abell
Pour les articles homonymes, voir Abell.
John Abell (né dans l'Aberdeenshire en 1653, et mort à Cambridge vers 1724) est un contre-ténor, luthiste, violoniste et compositeur écossais.
Il reste connu dans l’histoire de la musique comme interprète, en particulier comme chanteur. S’il a publié plusieurs recueils de chansons (généralement influencées par le style italien), ces dernières ont – d’après Ian Spink – peu d’envergure et parviennent rarement à dépasser une certaine superficialité .

## Biographie
La première mention du nom de John Abell apparaît en 1679 lorsqu’il est admis comme musicien extraordinaire à la Chapelle royale. Il est alors nommé "Gentleman" entre 1679 et 1688. En parallèle, il fait partie des musiciens – comme luthiste, chanteur et violoniste – du King’s Private Music. Diplômé de l’université de Cambridge en 1684, il effectue un voyage d'études en Italie, peut-être dans le cadre d'une mission diplomatique secrète. Puis, à cause de sa sympathie envers les catholiques, il fuit en 1688 la Glorieuse Révolution qui éclate en Angleterre pour se réfugier en France, aux Pays-Bas, en Allemagne (Hanovre, Celle, Berlin, Kassel...). Sa voix est appréciée au point d'être nommé intendant à Kassel entre 1698 et 1699. Il ne rentre en Angleterre qu'en 1700. Cette année-là, il chante le rôle principal dans Le Jugement de Pâris de Daniel Purcell.
En 1703, il faisait partie de la Maison du Duc d’Ormonde, vice-roi d’Irlande. L’année suivante, il revient à Londres où il se produit sporadiquement jusqu’en 1716.

## Ses œuvres
- Les Airs d'Abell pour le concert, Amsterdam, 1701
- A Collection of Songs in Several Languages, Londres, 1701
- A Collection of Songs in English, Londres, 1701
- A Choice Collection of Italian Ayres, for all sorts of voices, violin and flute, Londres, 1703